# Bruch (Heraldik)

Roter Bruch im Wappen

Bruch, oft auch mit Einbruch bezeichnet, ist ein Heroldsbild, das auf den heraldischen Balken zurückzuführen ist. Andere Heraldiker leiten das Bild vom Faden oder Leiste, einem schmalen Balken ab.
Der Bruch hat als Beizeichen in der Heraldik eine wesentliche Bedeutung. Der kurze Balken im Schild schräg gelegt wird zur Kennzeichnung der unehelichen Geburt (Bastard) des Wappenträgers verwendet. Hierbei liegt das Beizeichen zwischen dem rechten Obereck und dem vorderen Untereck. Ist der Bruch in die andere Richtung im Wappen, deutet man es als Nebenlinie oder als eine jüngere Linie der Familie. Beide Zeichen sind auf die Herzstelle gesetzt. 
Verbreitung ist in der französischen und englische Heraldik; in Deutschland in den niederrheinischen Wappen.